# Mitophis pyrites
Mitophis pyrites là một loài rắn trong họ Leptotyphlopidae. Loài này được Thomas mô tả khoa học đầu tiên năm 1965.